# Friedrich Ferdinand Avstrijski
Nadvojvoda Friedrich Ferdinand Avstrijski, avstrijski admiral, * 14. maj 1821, Dunaj , † 5. oktober ali 6. oktober 1847, Benetke.

## Življenje
Friedrich je bil tretji sin feldmaršala nadvojvode Karla Avstrijskega (1771–1847) in princese Henriete Nassausko-Weilburške (1797–1829). Nikoli se ni oženil in ni imel potomcev.

## Vojaška kariera
Friedrich se je že v zgodnji mladosti, pri šestnajstih letih, leta 1837 pridružil avstrijski vojni mornarici.
Leta 1840 so mu zaupali poveljstvo fregate Guerriere, v kampanji proti uporniškemu egiptčanskemu podkralju Mehmed Aliju,  zatem pa je sodeloval pri egipčanski osvojitvi libanonske trdnjave Saida (Sidon, Sayda), ki jo je vodil angleški admiral Stopford.  
Zaradi odkrite podpore z vrha vladarske hiše je hitro napredoval do čina viceadmirala in bil imenovan za poveljnika avstrijske mornarice, vendar je v tretjem letu vodstva zbolel za zlatenico in v starosti zgolj 26 let umrl v Benetkah.